# Lijst van bisschoppen van Verdun

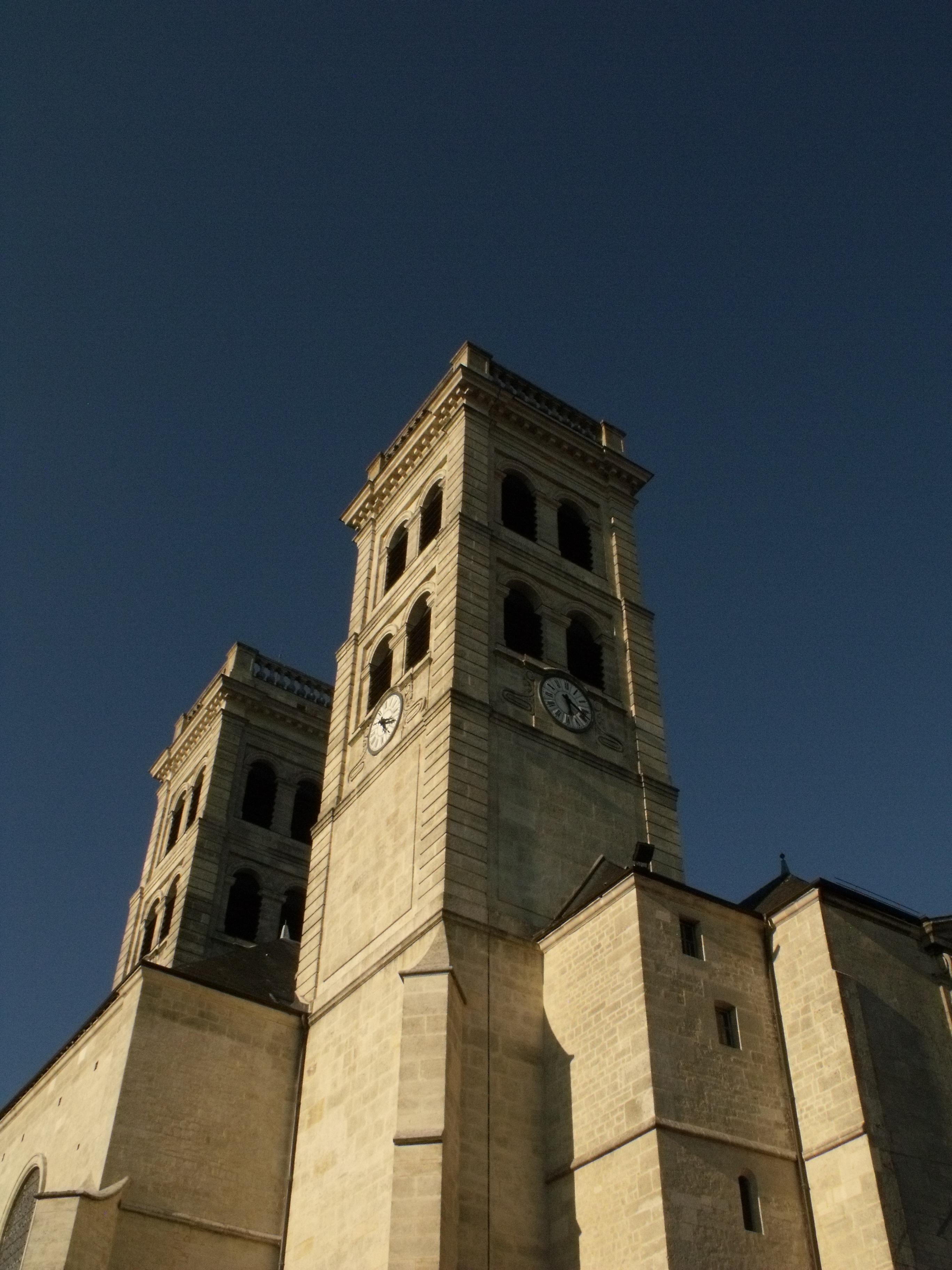
Kathedraal van de bisschoppen van Verdun

Dit is een lijst van bisschoppen van Verdun in Lotharingen.  Vóór de Franse annexatie waren zij ook prins-bisschop van het Heilige Roomse Rijk (zie ook Trois-Évêchés).

## Bisschoppeɲ
- 4e eeuw: Sanctinus van Meaux, volgens de traditie de eerste bisschop van Verdun
- 7e eeuw: Paul van Verdun; naar hem werd de Abdij Sint-Paul van Verdun genoemd
- 774- 798: Peter
- 798- 802: Austram
- 802- 824: Heriland
- 824- 847: Hildin
- 847- 870: Hatto
- 870- 879: Bernhard
- 880- 923: Dado
- 923- 925: Hugo I
- 925- 939: Bernwin
- 939- 959: Berngar
- 959- 983: Wigfried
- 983- 984: Hugo II
- 984- 984: Adalbero I

## Prins-bisschoppen
- 985- 990: Adalbero II, 1e graaf-bisschop van Verdun
- 990-1024: Haimo
- 1024-1039: Reginbert
- 1039-1046: Richard I
- 1047-1089: Diederik
- 1089-1107: Richhar
- 1107-1114: Richard II de Grandpré
- 1114-1117: Mazo (administrator)
- 1117-1129: Hendrik I van Blois
- 1131-1156: Adalbero III van Chiny
- 1156-1162: Albert I van Marcey
- 1163-1171: Richard III van Grisse
- 1172-1181: Arnul van Chiny
- 1181-1186: Hendrik II, graaf van Castel (Castres)
- 1186-1208: Albert II van Hirgis

- 1208-1216: Robert I van Grandpré
- 1217-1224: Jan I van Aspremont
- 1224-1245: Guido I van Traignel
- 1247-1252: Jan II van Aix

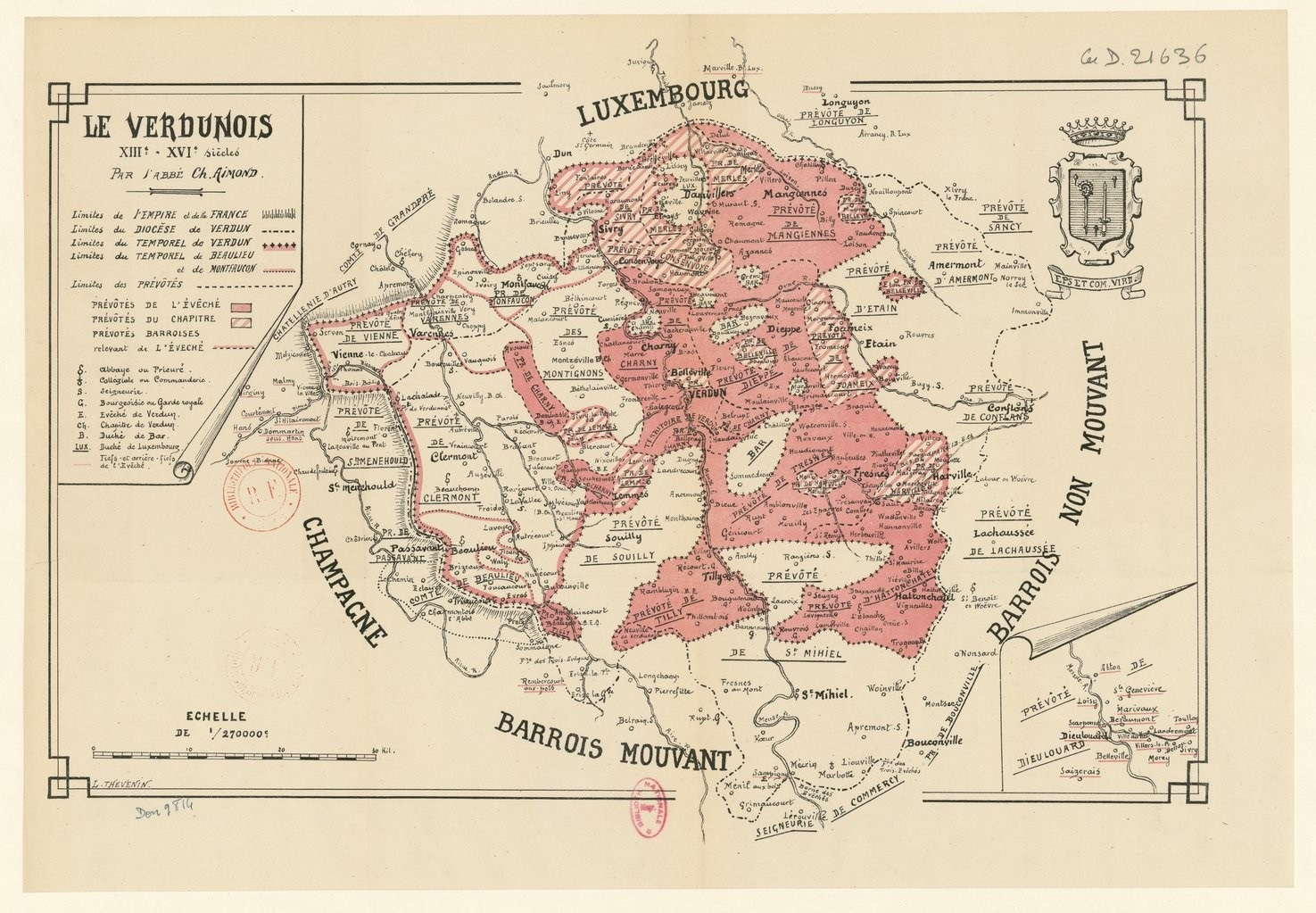
Het territorium van het prinsbisdom Verdun was niet zo uitgestrekt (kaart 13e-16e eeuw).

- 1252-1255: Jacobus I Pantaleon de Court-Pailais (1261-1264: als paus Urbanus IV)
- 1255-1271: Robert II van Medidan
- 1271-1273: Ulric van Sarvay
- 1275-1278: Gerard van Granson
- 1278-1286: Hendrik III van Granson
- 1289-1296: Jacobus II van Revigni
- 1297-1302: Jan III van Ribercourt
- 1303-1305: Thomas van Salm-Blankenburg
- 1306-1312: Nicolaas I van Neuville
- 1312-1349: Hendrik IV van Aspremont
- 1349-1351: Otto van Poitiers
- 1352-1361: Hugo III van Bar
- 1362-1371: Jan IV van Bourbon-Montperoux
- 1371-1375: Jan V van Dampierre-St Dizier
- 1375-1378: Guido III van Roye
- 1379-1403: Leopold van Cusance
- 1403-1419: Jan VI van Saarbrücken-Commercy
- 1419-1430: Lodewijk I van Bar (1415-1419: graaf van Bar)
- 1430-1437: Lodewijk II van Haraucourt (1437-1449: bisschop van Toul)
- 1437-1449: Willem I van Fillastre (1449-1460: bisschop van Toul)
- 1449-1456: Lodewijk II van Haraucourt (opnieuw)
- 1456-1500: Willem II van Haraucourt
- 1500-1508: Waric van Dompmartin
- 1508-1522: Lodewijk III van Lotharingen-Guise
- 1523-1544: Jan VII van Lotharingen-Guise (1517-1525/1532-1537/1542-1543: bisschop van Toul; 1505-1550: bisschop van Metz)
- 1544-1548: Nikolaas II van Lotharingen (administrator) (1529-1548: administrator van het bisdom Metz)
- 1548-1575: Nikolaas III Pseaulme
- 1576-1584: Nikolaas IV Boumard
- 1585-1587: Karel I van Lotharingen-Mercoeur (1580-1587: bisschop van Toul)
- 1587-1593: Nikolaas V Boucher
- 1593-1611: Erik van Lotharingen-Mercoeur
- 1611-1622: Karel II van Lotharingen-Mercoeur (doet afstand)
- 1622-1661: Frans van Lotharingen-Mercoeur (doet afstand); laatste graaf-bisschop (Verdrag van Münster 1648)

1661-1665 bisschopszetel van Verdun was vacant

## 1648ː Verdun definitief Frans
- 1665-1679: Armand van Monchy d'Hocquincourt

…
- 1833-1837 Placide-Bruno Valayer

…
- 1901-1909 Louis-Ernest Dubois, later aartsbisschop van Rouen en van Parijs